# یواس‌اس راسترون (ای‌پی-۷۷)
یواس‌اس راسترون (ای‌پی-۷۷) (به انگلیسی: USS Thurston (AP-77)) یک کشتی بود که طول آن 459 ft 3 in بود. این کشتی در سال ۱۹۴۲ ساخته شد.